# Endelave
Endelave ist eine dänische Insel im südwestlichen Teil des Kattegat, nördlich von Fyn (dt.: Fünen) und etwa 10 km vom jütländischen Festland entfernt. Die Insel ist niedrig und flach. Ihre Größe beträgt 13,08 km². Endelave hat 147 Einwohner (Stand 1. Januar 2025).
Die Insel bildet seit der dänischen Kommunalreform von 1970 zur Horsens Kommune im damaligen Vejle Amt, die im Zuge der erneuten Kommunalreform zum 1. Januar 2007 in der „neuen“ Horsens Kommune in der Region Midtjylland aufgegangen ist eine eigene Kirchspielsgemeinde Endelave Sogn, die bis 1970 zur Harde Nim Herred im Skanderborg Amt gehörte.
Auf Endelave werden vier Gebiete unterschieden:
- Endelave (Ortschaft)
- Kloben (Westen)
- Lynger Hage (Süden)
- Øverste Ende ("Oberes Ende", Norden)

Mit der Fähre ist die Insel von Snaptun (Ostjütland) in 55 Minuten zu erreichen. Die Insel verfügt auch über eine kleine private Landepiste von ca. 600 m für Kleinflugzeuge.
Endelave gehört zum Verband dänischer Kleininseln.